# Qulleqqorsuit
Qulleqqorsuit (auch Qulleqqut; „die (großen) oben dran Hängenden“; früher Qullikorsuit „große Lampenreste“) ist eine grönländische Insel im Distrikt Upernavik in der Avannaata Kommunia.

## Geografie
Qulleqqorsuit ist die größte Insel nördlich des Ikeq und die drittgrößte des Distrikts. Im Norden verläuft der Nasaasap Saqqaa (Ussing Isfjord). Dort hat sie die kleine Nebeninsel Qeqertarsuaq Avalleq. Im Osten trennt der schmale Sund Ikerasassuaq die Insel vom Festland. Im Süden liegen die beiden Inseln Paarnivik und Mernoq mit der kleinen Nebeninsel Illutalik. Im Westen befindet sich die größere Insel Appaarsuit sowie eine Reihe kleinerer Inseln. Vor der nordwestlichen Küste befindet sich die lange flache Insel Kittorsaq.
Die Insel ist bergig und hat mehrere benannte Erhebungen. Im äußersten Westen liegt der 440 m hohe Kigatassuaq, im Osten der Puiattoq mit 510 m Höhe. Die höchsten Erhebungen sind der vergletscherte Qulleqqut im Süden mit 810 m Höhe und der ebenfalls vergletscherte zentral gelegene Suilaasartooq mit 820 m Höhe.

## Geschichte
1916 ließen sich Menschen aus Sarfaq an der Südwestküste der Insel in Appaalissiorfik nieder. Bereits 1924 wurde der Wohnplatz wieder aufgegeben. An der Südspitze wurden zudem einige nicht genauer untersuchte Überreste früherer Besiedelung gefunden.